# Marion Bunel
Pour les articles homonymes, voir Bunel.
Marion Bunel, née le 7 octobre 2004 à Bernay (Eure), est une coureuse cycliste française, membre de l'équipe Visma-Lease a Bike.

## Biographie
Née à Bernay et d'abord licenciée au Vélo Club de Lisieux, Marion Bunel est issue d’une famille de passionnés de vélo puisque « ses arrières grands-parents étaient marchands de cycles à Livarot, sa grand-mère et son grand-père paternel étaient coureurs cyclistes, ils se sont rencontrés sur des courses. Puis son père est devenu coureur »,. 
En 2023, elle se classe 7e de sa première course pro, La Périgord Ladies. Elle termine ensuite 8e du Tour de l'Avenir Femmes dont elle est la révélation avec la Néerlandaise Nienke Vinke, étant les deux seules dans le « Top 10 » à être dans l'année de leurs 19 ans. 
Elle rejoint en 2024 l'équipe Saint Michel-Mavic-Auber 93 dont elle était stagiaire depuis cinq mois pour sa première saison professionnelle. Elle se distingue sur le Tour des Émirats arabes unis en prenant la 5e place de l'étape reine menant au Jebel Hafeet et remporte son premier succès UCI en juin avec l'Alpes Grésivaudan Classic, devant Évita Muzic, reléguée à 1 min 38 s,.
Elle participe à seulement 19 ans au Tour de France Femmes 2024, en tant que leader de sa formation,. Déçue par une contre-performance sur la 3e étape, elle parvient à faire valoir ses qualités de grimpeuse et conclut l'épreuve à la 17e place et troisième meilleure jeune grâce à une 11e place lors de la dernière étape au sommet de l'Alpe d'Huez à 7 minutes de Demi Vollering. 
Elle prend 3 jours plus tard le départ du Tour de l'Avenir Femmes. Elle remporte la 1re étape en s'imposant en solitaire aux Karellis, en haut de la montée de 12,4 km à 7,8%, après avoir attaqué à 5,7 km du but. Elle endosse le maillot jaune, et se voit attribuer par les observateurs le qualificatif de "Climbing Supertalent",. Le surlendemain, au Col du Finestre, elle remporte la dernière étape, à nouveau en solitaire et avec 1 min 55 s d'avance, et par la même occasion le classement général. Elle devient aussi le premier coureur - homme ou femme - vainqueur d'une étape jugée en haut de ce col, point de passage très caractéristique du Tour d'Italie.
Fin septembre 2024, sélectionnée pour sa première saison professionnelle pour le Championnat du monde sur route, elle estime : « C’est vrai que 2024 a été exceptionnelle, du début à la fin pour moi. Je l’ai abordée sans pression particulière, comme une année d’apprentissage et le résultat a été au-delà de mes espérances ».
En octobre 2024, Marion Bunel signe pour trois saisons dans l'équipe féminine néerlandaise Visma-Lease a Bike.
Au tour de France 2025, malgré une chute douloureuse à la troisième étape et son rôle d'équipière, elle termine quatrième du classement du maillot blanc de la meilleure jeune.

## Palmarès

### Par années
- 2022
  - 2e du championnat de France sur route du relais mixte juniors
  - 3e du Grand Prix de Plouay Juniors
- 2023
  - Grand Prix d'Aix-en-Othe
- 2024
  - Alpes Grésivaudan Classic
  - Tour de l'Avenir Femmes : 
    - Classement général
    - 1re et 3e étapes

  - 2e du Tour cycliste de l'Ardèche
  - 3e des Boucles de Seine-et-Marne
  - 8e du championnat du monde sur route espoirs
- 2025
  -  Championne de France sur route espoirs
  - 3e du Tour de Catalogne
  - 9e du Tour de Suisse

### Résultats sur les grands tours

#### Tour de France
2 participations
- 2024 : 17e
- 2025 : 39e

#### Tour d'Espagne
1 participation : 
- 2025 : 24e

### Classements mondiaux
| Année                                 | 2023  | 2024 |
| ------------------------------------- | ----- | ---- |
| Classement UCI                        | 1096e | 64e  |
| UCI World Tour                        | nc    | 65e  |
|                                       |       |      |
| Légende : nc = non classéSource : UCI |       |      |